# Кантеле
Есть статья об ансамбле Кантеле.
Ка́нтеле (северо-карел. и фин. kantele, возможно от протобалтийского *kantle̅s) — струнный щипковый инструмент карелов, вепсов, финнов, ингерманландцев. Относится к типу цитры. Близкое родство выявляется с эстонским каннелем, литовским канклесом, латышским коклесом и русскими гуслями.

## Этимология
Есть несколько версий происхождения названия инструмента. По одной из них, слово было заимствовано прибалтийско-финскими народами у балто-славянcких. Приб.-фин. *kant(e)le «гусли» восходит к раннему славянскому *gǫdtli «струнный (букв.: „гудящий“) музыкальный инструмент», давшему позже у славян *gǫslь (др.-рус. гѫсли «гусли»). По предположению Ниеминена, оно было заимствовано из балтийского *kan-tl-, давшего позже лит. kañklės «канклес».
От слова «кантеле» было образовано слово «Кантелетар» — название сборника финских народных рун (стихов), составленного Элиасом Лённротом и впервые изданного тремя выпусками в 1840—1841 годах. Финский суффикс -tar указывает на женский род, то есть кантелетар — «дочь кантеле» или «муза-покровительница игры на кантеле».

## История
Первые кантеле были цельнодолблёными и имели пять струн. Короб кантеле изготавливали из ольхи, колки из берёзы, струны — из конского волоса. По мере развития музыкальной культуры совершенствовался и инструмент. Верхнюю деку стали изготавливать из еловой дощечки. На смену струнам из конского волоса пришли жильные, а затем и металлические. Увеличивалось и количество струн. Наиболее распространёнными были 5-, 10-, 12- и 16-струнные кантеле, которые имели диатонический строй. В настоящее время в Карелии существует две разновидности кантеле — диатоническое и хроматическое. Диатоническое кантеле предназначено для исполнения народной музыки. Для исполнения классической музыки необходимо иметь инструмент с хроматическим звукорядом, чем и была вызвана необходимость в усовершенствовании инструмента. На хроматическом кантеле можно исполнять как народную, так и классическую музыку.
Первым, кто обратился к изготовлению хроматического кантеле, был Элиас Лённрот — создатель «Калевалы». В 1830—1840-х годах им было изготовлено два хроматических кантеле, одно из которых сейчас хранится в музее в Финляндии. В начале 1930-х годов под руководством сотрудника фольклорной секции научно-исследовательского института В. П. Гудкова мастерами Клюхиным и Ямщиковым был изготовлен профессиональный инструмент — кантеле с хроматическим строем. В 1936 году был организован Государственный ансамбль КАССР «Кантеле» во главе с В. П. Гудковым.
В настоящее время хроматическое кантеле получило распространение и в Финляндии.
Большую работу по изготовлению хроматических кантеле проделали мастера Клюхин, Ямщиков, Кристал, Кук, Челомбитько, Фролов, Смолин.

Олонецкий крестьянин-рунопевец. Начало XX века
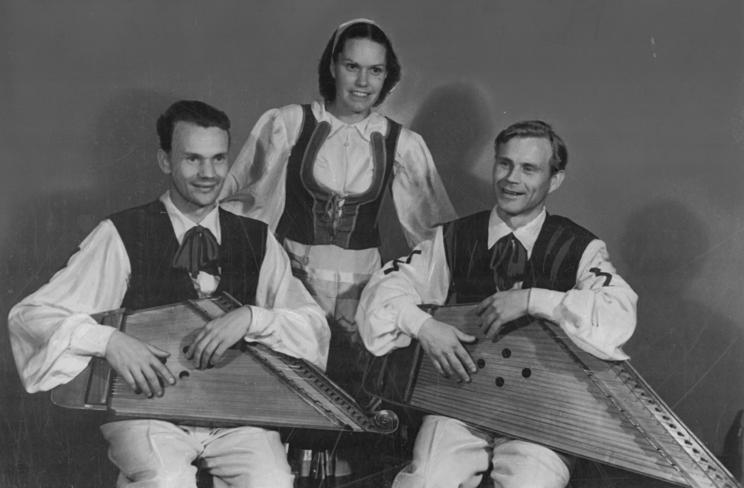
Музыканты из Карело-Финской ССР на II Всемирном фестивале молодёжи и студентов (Будапешт, 1949 год)
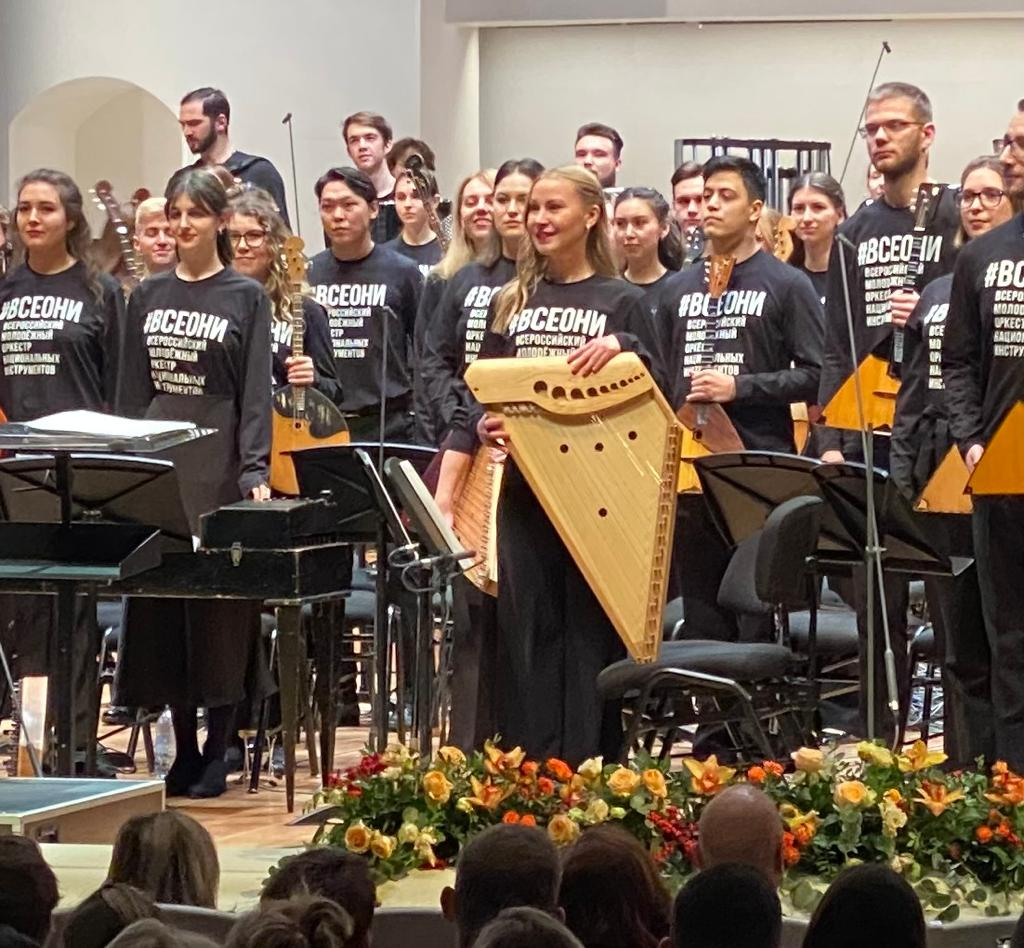
Исполнитель на кантеле на сцене с артистами Всероссийского молодёжного оркестра национальных инструментов

## Описание
Старинные кантеле имели пять жильных струн, современные снабжаются металлическими струнами и число их доходит до 36. В советское время В. П. Гудковым и Е. Клюхиным было создано семейство усовершенствованных кантеле пикколо, прима, альт, бас и контрабас, использующихся в национальных оркестрах и ансамблях (например, в карельском ансамбле Кантеле).
Во время игры инструмент держат на коленях в горизонтальном или слегка наклонном положении и пальцами обеих рук защипывают струны. На кантеле играют соло, аккомпанируют рунам народного эпоса «Калевала».